# أنتوني كومو
أنتوني كومو هو سياسي أمريكي، ولد في 22 أبريل 1974 في نيويورك في الولايات المتحدة. نشط حزبياً في الحزب الجمهوري.